# Memorial Domingo Bárcenas 2014
El Memorial Domingo Bárcenas 2014 fue la 39.ª edición del Torneo Internacional de España, uno de los torneos internacionales más prestigiosos. Se disputó antes del Campeonato Europeo de Balonmano Masculino de 2014.
La sede del torneo fue Córdoba, y se disputó entre el 3 de enero de 2014 y el 5 de enero de 2014.

## Presentación
El Memorial Domingo Bárcenas 2014 se presentó el 19 de diciembre de 2013 en la Diputación de Córdoba con la colaboración del delegado de Juventud y Deportes de la misma, el presidente del Instituto Municipal de Deportes de Córdoba y el vicepresidente de la Real Federación Española de Balonmano.
Allí se confirmaron que las participantes del torneo serían la Selección de balonmano de Egipto, la Selección de balonmano de Suecia y la Selección de balonmano de Brasil, además de la anfitriona, la Selección de balonmano de España.

## Selecciones participantes
- Selección de balonmano de España
- Selección de balonmano de Egipto
- Selección de balonmano de Suecia
- Selección de balonmano de Brasil

## Partidos

### 3 de enero
- Brasil 31-29  Suecia
- España 32-23  Egipto

### 4 de enero
- Egipto 21-23  Suecia
- España 39-28  Brasil

### 5 de enero
- Egipto 22-22  Brasil
- España 28-22  Suecia[2]